# Tel Saharon
Tel Saharon (hebreiska: תל סהרון) är en kulle i Israel.   Den ligger i distriktet Norra distriktet, i den nordöstra delen av landet.
Terrängen runt Tel Saharon är kuperad åt sydost, men åt nordväst är den platt. Runt Tel Saharon är det ganska tätbefolkat, med 239 invånare per kvadratkilometer. Närmaste större samhälle är Bet She'an, 6,9 km nordväst om Tel Saharon. Trakten runt Tel Saharon består till största delen av jordbruksmark.